# NGC 5603B
NGC 5603B је спирална галаксија у сазвежђу Волар која се налази на NGC листи објеката дубоког неба.
Деклинација објекта је + 40° 25' 1" а ректасцензија 14h 22m 56,5s. Привидна величина (магнитуда) објекта NGC 5603 износи 14,4 а фотографска магнитуда 15,1. NGC 5603B је још познат и под ознакама UGC 9216, MCG 7-30-7, CGCG 220-10, PGC 51372.